# Ford DOHC

DOHC 8V

Ford DOHC bezeichnet eine Baureihe von Viertakt-Ottomotoren des Automobilherstellers Ford. Es handelt sich um Reihenvierzylindermotoren mit Steuerkettenantrieb und zwei obenliegenden Nockenwellen (DOHC). Die DOHC-Motorenfamilie ersetzte ab 1989 nach und nach die in die Jahre gekommenen OHC-Motoren. Anders als z. B. die Zetec-Motoren – ebenfalls mit DOHC-Ventilsteuerung – wurden sie immer nur als DOHC-Motoren vermarktet. Die Motoren wurden bis Produktionsende der jeweiligen Baureihen des Ford Galaxy und des Ford Transit 2006 verwendet.

## Allgemeines
Der Ford DOHC ist ein Viertakt-Reihenvierzylindermotor mit einem Block aus Grauguss und einem Zylinderkopf aus Aluminium. Der komplette Motor ist eine Neuentwicklung, bei der keine Teile vom OHC-Motor übernommen wurden. Lediglich das Lochbild zur Anbindung an die Getriebe wurde beibehalten. Anstatt eines Zahnriemens haben die DOHC-Motoren eine Steuerkette.
Der DOHC-Motor wurde als 8V-Variante 1989 für den Ford Sierra und den Ford Scorpio eingeführt. Mit der veränderten Einbaulage der Ventile und damit einer besseren Brennraumgestaltung trug Ford den sich verschärfenden Abgasvorschriften für Kraftfahrzeuge Rechnung, diese konnten mit der veralteten Konstruktion der OHC-Motoren nur noch mit unverhältnismäßigem Aufwand erreicht werden. 
1991 wurde mit Vorstellung des Escort RS2000 16V ein Zylinderkopf mit vier Ventilen pro Zylinder eingeführt. 
Der 2,0-Liter-16V wurde ab 1994 auch im Scorpio angeboten, allerdings mit 10 kW (14 PS) weniger als im Escort RS2000 16V. 1996 wurde der 2,0-Liter-16V im Scorpio durch eine Variante mit 2,3 Liter Hubraum ersetzt. Der Motor leistete zwischen 103 und 108 kW (140 und 147 PS), ab 1997 war dieser auch im Galaxy und im Transit erhältlich. DOHC 8V und 2,3-Liter-16V wurden bis zum Modellwechsel 2006 beim Galaxy und beim Transit angeboten und dann durch die moderneren Duratec-HE ersetzt.
Im Sierra, Scorpio und Transit waren die DOHC-Motoren längs eingebaut, im Escort und im Galaxy quer.

## DOHC 8V
Der Zylinderkopf des DOHC 8V ist aus Leichtmetall. Die zwei obenliegenden Nockenwellen sind fünffach gelagert. Die Ventile werden über Tassenstößel mit einem hydraulischen Ventilspielausgleich betätigt. Ungewöhnlich ist die Kombination aus zwei obenliegenden Nockenwellen und lediglich zwei Ventilen pro Zylinder.

## DOHC 16V

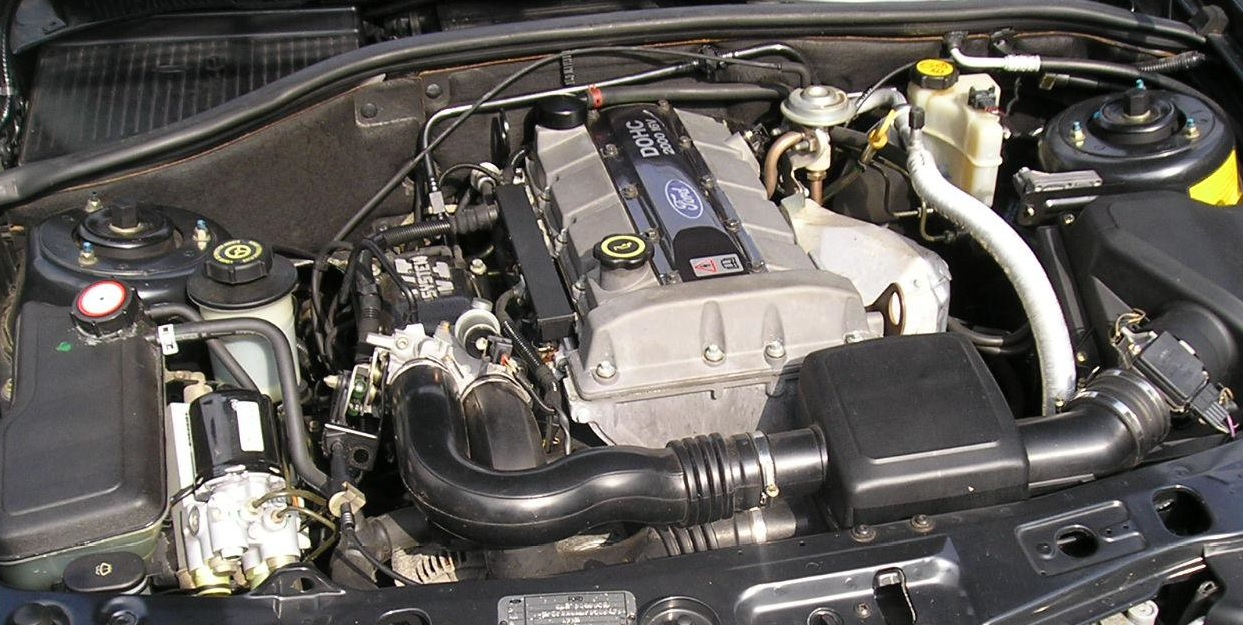
DOHC 16V

Der Motorblock des DOHC 16V ist bis auf wenige, kleine Details identisch mit dem des DOHC 8V. Die wichtigste Änderung erfolgte bei den Kolben, diese sind verstärkt ausgeführt, die Kolbenbolzenlagerung wurde verlängert und die Ventiltaschen am Kolbenboden entfielen. Der Zylinderkopf ist eine Neuentwicklung, das Frontende der Nockenwellen ist jedoch identisch mit dem des 8-Ventil-Motors. Damit konnte der Kettenantrieb nahezu unverändert übernommen werden.
Wie auch beim DOHC 8V haben die 2-Liter-16V-Varianten eine Bohrung und einen Hub von jeweils 86 mm. Für die 2,3-Liter-Motoren wurde die Bohrung auf 89,6 mm und der Hub auf 91 mm erhöht.
Die Ventilachsen sind auf Ein- und Auslaßseite um 20° geneigt und erlauben so eine kompakte, dachförmige Brennraumform. Die Ventile werden über Tassenstößel mit einem hydraulischen Ventilspielausgleich betätigt. Anders als beim 8V erfolgt die Schmierung der Hydrostößel über die Nockenwellen-Lagerstellen, weshalb die Ölspritzrohre entfielen. Die 16V-Motoren verfügen zusätzlich über zwei Ölrückhaleventile, die das Leerlaufen der Ölgalerien im Zylinderkopf verhindern. Der Schaftdurchmesser der Nockenwellen wurde um 3 mm auf 24 mm reduziert, um das Gewicht der Wellen zu verrigern. Das Frontende wurde nicht verändert, die Nockenwellenräder sind identisch mit denen der 8V-Variante.
Am Kettenantrieb wurde lediglich die mechanische Rückschlagsicherung des hydraulischen Kettenspanners und die Kunststoff-Kettenführung leicht verändert, diese Änderungen wurden mit Einführung des RS2000 16V Ende 1991 auch bei den 8V-Motoren übernommen.
Die Zündspulen sitzen beim DOHC 16V direkt in der Zylinderkopfhaube unter dem DIS-Spulen-Deckel in der Mitte zwischen den Nockenwellen. Es werden zwei Doppelfunkenspulen verwendet, die auf den Zündkerzen des zweiten und des vierten Zylinders sitzen und über ein zusätzliches Hochspannungs-Zündkabel die Zylinder drei bzw. eins mit versorgen.

### RS2000 16V
Der Motor des Escort RS2000 16V wurde Ende 1991 eingeführt. Der Motor wurde im Escort in der fünften, sechsten und siebten Modellreihe angeboten, in der siebten wurde der Verkauf des Motors jedoch kurz nach Modelleinführung eingestellt. Weitere 16V-Varianten folgten erst 1994 in der zweiten Baureihe des Scorpio. Der Motor des Escort RS2000 16V basiert wie alle 16V-Varianten auf dem DOHC 8V-Motor. Die Leistungssteigerung wurde durch einen geänderten Leichtmetall-Zylinderkopf mit 16 Ventilen und anderen Nockenwellen, geänderten Kolben, einem neu gestalteten Ansaugtrakt, einen Rohr-Fächerkrümmer, einem integrierten vollelektronischen Zündsystem E-DIS 4 mit zwei Zündspulen sowie Änderungen an der Motorregelung und der Benzineinspritzung erreicht.
Die DOHC-8V-Motoren waren anfangs nur längs (Sierra und Scorpio) eingebaut. Für den Escort mit Frontantrieb wurden am Motorblock einige Details verändert, um einen Quereinbau zu ermöglichen. Dazu wurde die Einbaulage des Ölmeßstabs, des Kurbelwellenpositionssensors und der Kurbelgehäuseentlüftung geändert. Auch die Ölwanne, das Ölansaugrohr und das Prallblech in der Ölwanne wurden ebenso an den Quereinbau angepasst wie der Kühlmittelkreislauf, die Wasserpumpe und das Thermostatgehäuse.

## Verwendung (Europa)
| Motorkennbuchstabe | Typ      | Hubraum in Liter | Leistung kW (PS) | Motorsteuerung | Katalysator | Escort ’91, ’93 und ’95 | Sierra ’87 und ’90 | Scorpio ’85 und ’92 | Scorpio ’95 | Galaxy ’96 | Galaxy ’00 | Transit ’95 | Transit ’00 |
| ------------------ | -------- | ---------------- | ---------------- | -------------- | ----------- | ----------------------- | ------------------ | ------------------- | ----------- | ---------- | ---------- | ----------- | ----------- |
| N8C/N8D            | DOHC 8V  | 2,0              | 77 (105)         | ESC-II a       | U-Kat       |                         | X                  | X                   |             |            |            |             |             |
| N8A/N8B            | DOHC 8V  | 2,0              | 80 (109)         | ESC-II         | –           |                         | X                  | X                   |             |            |            |             |             |
| NSF/NSG/NSH b      | DOHC 8V  | 2,0              | 84 (114)         | EEC V          | G-Kat       |                         |                    |                     |             |            |            | X           |             |
| N9E/N9F            | DOHC 8V  | 2,0              | 85 (115)         | EEC IV         | U-Kat       |                         | X                  | X                   |             |            |            |             |             |
| NSD                | DOHC 8V  | 2,0              | 85 (115)         | EEC V          | G-Kat       |                         |                    |                     | X           |            |            |             |             |
| NSE/ZVSA           | DOHC 8V  | 2,0              | 85 (115)         | EEC V          | G-Kat       |                         |                    |                     |             | X          | X          |             |             |
| N9C/N9D            | DOHC 8V  | 2,0              | 88 (120)         | EEC IV         | G-Kat       |                         | X                  | X                   |             |            |            |             |             |
| N9A/N9B            | DOHC 8V  | 2,0              | 90 (122)         | EEC IV         | –           |                         | X                  | X                   |             |            |            |             |             |
| N3A                | DOHC 16V | 2,0              | 100 (136)        | EEC V          | G-Kat       |                         |                    |                     | X           |            |            |             |             |
| E5SB               | DOHC 16V | 2,3              | 103 (140)        | Black Oak      | G-Kat       |                         |                    |                     |             |            | X          |             |             |
| E5FA/E5FC c        | DOHC 16V | 2,3              | 107 (145)        | EEC-V          | G-Kat       |                         |                    |                     |             |            |            |             | X d         |
| Y5B/E5SA           | DOHC 16V | 2,3              | 107 (145)        | EEC-V          | G-Kat       |                         |                    |                     |             | X          | X          |             |             |
| Y5A                | DOHC 16V | 2,3              | 108 (147)        | EEC V          | G-Kat       |                         |                    |                     | X           |            |            |             |             |
| N7A                | DOHC 16V | 2,0              | 110 (150)        | EEC IV         | G-Kat       | X                       |                    |                     |             |            |            |             |             |